# Крёйт, Вилли
Вилли Крёйт (нидерл. Willy Kruyt), известный как Ян Вильгельм Крёйт (нидерл. Jan Wilhelm Kruyt) или Джон Уильям Крёйт (англ. John William Kruyt; 8 сентября 1877 — июль 1943) — нидерландский общественно-политический деятель и советский разведчик.

## Биография
Сын голландца и англичанки, брат химика Хуго Крёйта. Протестантский пастор Нидерландской реформатской церкви. Окончил богословский факультет Утрехтского университета. 
В начале XX века заметный деятель христианско-социалистического движения, с 1910 года — член Лиги христиан-социалистов — небольшой левой политической партии, с 1914 года — её председатель, в 1918 году по партийному списку был избран во Вторую палату нидерландского парламента. В ходе парламентской работы выступал по многим вопросам в блоке с депутатам от Коммунистической партии Нидерландов, в которую в 1919 году и перешёл. 
В 1922 году посетил Советскую Россию и какое-то время преподавал скандинавские языки в Московском университете. В начале 1930 годов сотрудничал с советской торговой делегацией в Берлине. После 1939 года снова приехал в Советский Союз. Работал в Библиотеке имени Ленина. В начале 1940-х годов уехал в Англию.
23 июня 1942 года Круйт был сброшен с парашютом на оккупированную Германией территорию Бельгии. Заброска осуществлялась с помощью Управления специальных операций Великобритании.
Дважды встречался с Сайно, которая поставляла ему информацию.
Сын Круйта, Нико, был сброшен с парашютом над территорией Голландии. Круйт-старший был арестован гестапо 30 июня 1942 года. После ареста Круйт сидел в Сен-Жиль, берлинской тюрьме Моабит и форте Бреендонк. В Бреендонке он был расстрелян в июле 1943 года.
Леопольд Треппер в своей книге «Большая игра», в главе «Бреендонкский ад», излагает историю Крёйта следующим образом:

Вилльям Круйт, член голландской группы, десантированный в возрасте шестидесяти трех лет, схвачен тотчас же после своего приземления. Он проглатывает пилюлю с цианистым калием, но выживает. Гестапо пытает его, чтобы узнать, кто второй парашютист, высаженный одновременно с ним. Но он молчит, и тогда немцы волокут его в морг и срывают простыню с трупа его спутника. Это его собственный сын, убитый в момент приземления. Круйта привозят в Бреендонк и там расстреливают.— 